# 李建良 (法學家)
李建良（1961年2月17日—），台灣屏東縣人，台灣法律學學者，現任中央研究院法律學研究所所長。東吳大學法學士、德國哥廷根大學法學博士，專研憲法、行政法及環境法。任教於東吳大學法學院、台大法學院擔任教授。
妻子蔡宗珍，是司法院大法官。

## 外部連結
- 中央研究院法律學研究所籌備處 （页面存档备份，存于）